# Třída Gavril
Třída Gavril byla třída torpédoborců ruského carského námořnictva z doby první světové války. Celkem byly postaveny tři jednotky, přičemž další tři zůstaly nedokončeny. Nasazeny byly v první světové válce a v ruské občanské válce. Všechny tři byly v boji potopeny.

## Stavba
Celkem byly postaveny tři jednotky této třídy. Stavba druhé trojice byla přerušena.
Jednotky třídy Gavril:
| Jméno                          | Založený kýlu | Spuštěna        | Vstup do služby | Status                                              |
| ------------------------------ | ------------- | --------------- | --------------- | --------------------------------------------------- |
| Gavril                         | 1913          | 5. ledna 1915   | prosinec 1916   | Dne 21. října 1919 se u Petrohradu potopil na mině. |
| Konstantin                     | 1913          | 12. června 1915 | květen 1917     | Dne 21. října 1919 se u Petrohradu potopil na mině. |
| Svoboda (ex Vladimir)          | 1913          | 18. srpna 1915  | říjen 1917      | Dne 21. října 1919 se u Petrohradu potopil na mině. |
| Michajl                        | 1913          | 31. května 1916 | –               | Stavba přerušena roku 1917.                         |
| Sokol                          | 1915          | léto 1917       | –               | Stavba přerušena roku 1917.                         |
| Meceslav (ex Lejtěnat Lombard) | 1915          | léto 1917       | –               | Stavba přerušena roku 1917.                         |

## Konstrukce

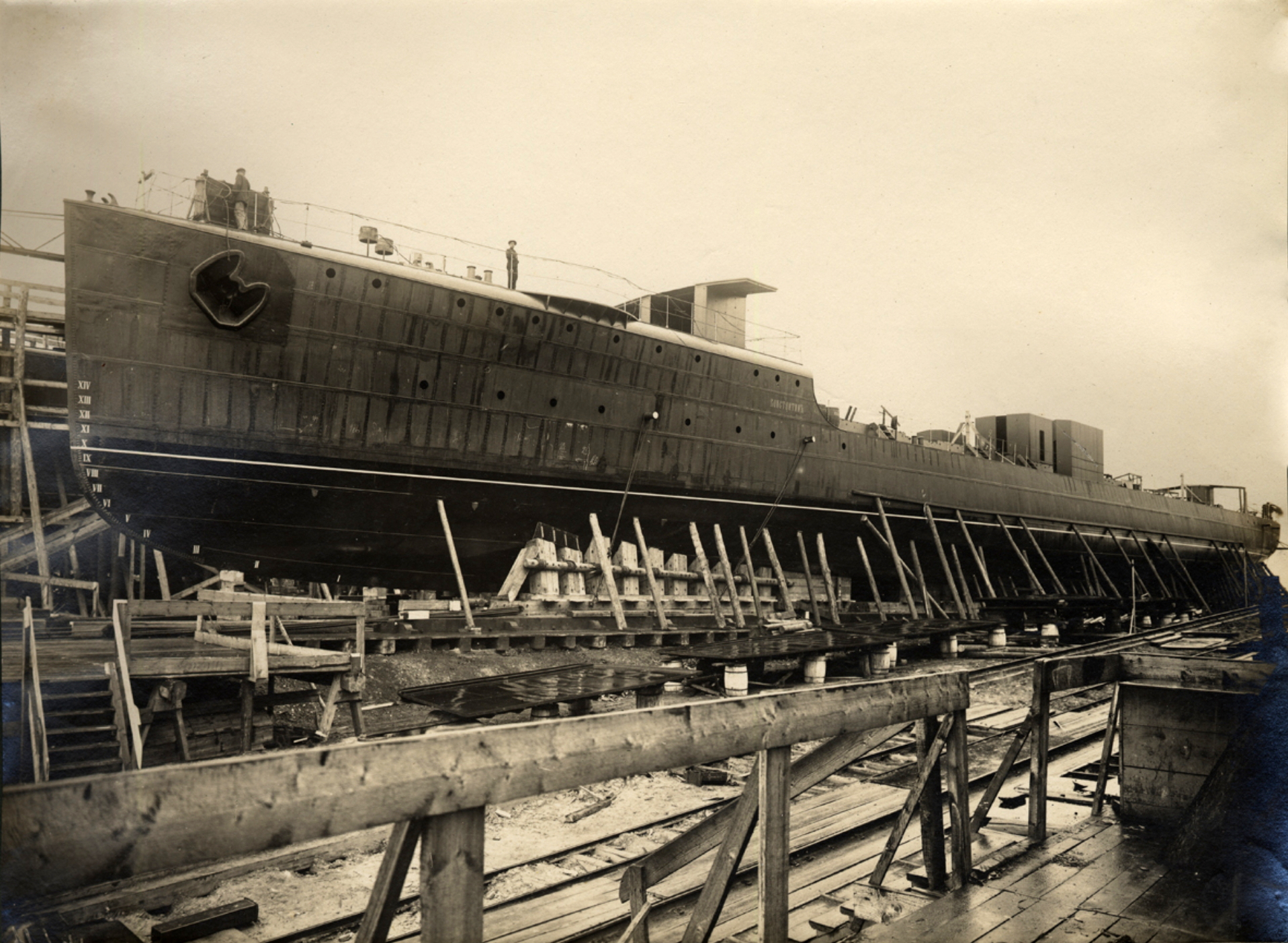
Rozestavěný torpédoborec Konstantin

Torpédoborce byly vyzbrojeny čtyřmi 102mm kanóny, jedním 76mm kanónem, dvěma 7,62mm kulomety Maxim, třemi trojhlavňovými 457mm torpédomety a až 80 minami. Pohonný systém měl výkon 30 000 hp. Tvořily jej dvě parní turbíny AEG a čtyři kotle Vulkan, pohánějících dva lodní šrouby. Nejvyšší rychlost dosahovala 34 uzlů. Dosah byl 1800 při rychlosti 16 uzlů.